# Алессандро Бово
Алессандро Бово (італ. Alessandro Bovo, 1 січня 1969) — італійський ватерполіст.
Олімпійський чемпіон 1992 року, бронзовий призер 1996 року.
Чемпіон світу з водних видів спорту 1994 року.
Чемпіон Європи з водного поло 1993, 1995 років.
Переможець Кубка світу 1993 року.
Срібний призер Кубка світу 1995 року.